# 阿拉利坡翼龍屬
阿拉利坡翼龍（學名：Araripedactylus）是翼龍目翼手龍亞目的一屬，化石是一個翼骨，發現於巴西桑塔納組，年代為白堊紀早期。阿拉利坡翼龍的外表、生理特徵、分類關係仍不清楚，僅知牠們是種大型翼龍類。